# Amsacta candidula
Amsacta candidula là một loài bướm đêm thuộc phân họ Arctiinae, họ Erebidae.